# Овчарци
Овчарци (болг. Овчарци) — село в Болгарии. Находится в Кюстендилской области, входит в общину Сапарева-Баня. Население составляет 1 106 человек.

## Политическая ситуация
В местном кметстве Овчарци, в состав которого входит Овчарци, должность кмета (старосты) исполняет Красимир Райчов Ранов (независимый) по результатам выборов правления кметства.
Кмет (мэр) общины Сапарева-Баня — Сашо Кирилов Иванов (независимый) по результатам выборов в правление общины.